# Michael Bischoff (Übersetzer)
Michael Bischoff (geboren 1949) ist ein deutscher Übersetzer.

## Leben
Michael Bischoff übersetzt philosophische, kulturhistorische und sozialwissenschaftliche Literatur aus dem Französischen und Englischen ins Deutsche, darunter Werke von Émile Durkheim, Michel Foucault und Roland Barthes. Bischoff übersetzt auch für die Frankfurter Allgemeine Zeitung.

## Übersetzungen (Auswahl)
alphabetisch
- David Abulafia: Das Mittelmeer: Eine Biographie. Übersetzung Michael Bischoff. S. Fischer, Frankfurt am Main 2013, ISBN 978-3-10-000904-3
- Maurice Agulhon: Der vagabundierende Blick. Übersetzung Michael Bischoff. Fischer, Frankfurt am Main 1995, ISBN 3-596-11582-5
- Kwame Anthony Appiah: Der Kosmopolit – Philosophie des Weltbürgertums. Übersetzung Michael Bischoff. Beck’sche Reihe 1881, Beck Verlag, München 2009, ISBN 978-3-406-58488-6.
- Marc Augé: Tagebuch eines Obdachlosen. Ethnofiktion. Übersetzung Michael Bischoff. C. H. Beck Verlag, München 2012, ISBN 978-3-406-63080-4
- Marc Augé: Nicht-Orte. Übersetzung Michael Bischoff. Mit einem Nachwort Marc Augés zur Neuausgabe. C.H. Beck 2010
- Marc Augé: Lob des Fahrrads. Übersetzung Michael Bischoff. München: C.H. Beck, 2016
- Gaston Bachelard: Der neue wissenschaftliche Geist. Übersetzung Michael Bischoff. Suhrkamp, F/M 1988.
- Gaston Bachelard: Die Bildung des wissenschaftlichen Geistes. Beitrag zu einer Psychoanalyse der objektiven Erkenntnis. Übersetzung Michael Bischoff. Suhrkamp, F/M 1978.
- Roland Barthes: Das Reich der Zeichen. Übersetzung Michael Bischoff. Suhrkamp, Frankfurt am Main 1981, ISBN 3-518-11077-2
- Zygmunt Bauman: Die Angst vor den anderen. Ein Essay über Migration und Panikmache. Übersetzung Michael Bischoff. Suhrkamp, Berlin 2016, ISBN 978-3-518-07258-5
- Christopher de Bellaigue: Die islamische Aufklärung: der Konflikt zwischen Glaube und Vernunft 1798 bis heute. Übersetzung Michael Bischoff. Frankfurt am Main: S. Fischer, 2018 ISBN 978-3-10-397354-9
- Philipp Blom: Das vernünftige Ungeheuer. Diderot, d’Alembert, de Jaucourt und die Große Enzyklopädie. Übersetzung Michael Bischoff. Eichborn, Frankfurt am Main 2005, ISBN 3-8218-4553-8
- Philippe Burrin: Warum die Deutschen? Antisemitismus, Nationalsozialismus, Genozid. Ressentiment et apocalypse. Übersetzung Michael Bischoff. München: Propyläen 2004
- Anna Fárová: Frantisek Drtikol. Photograph des Art Deco. Herausgegeben von Manfred Heiting. Übersetzung Michael Bischoff. Schirmer/Mosel, München 1986, ISBN 3-88814-683-6
- Michel Foucault: Die Heterotopien/Der utopische Körper. Zwei Radiovorträge, zweisprachige Ausgabe. Übersetzung Michael Bischoff. Nachwort Daniel Defert. Frankfurt/M.: Suhrkamp, 2005
- Michel Foucault: Über den Willen zum Wissen. Übersetzung Michael Bischoff. Berlin 2012
- Harry G. Frankfurt: On Bullshit. Übersetzung Michael Bischoff. Suhrkamp, Frankfurt am Main 2006, ISBN 3-518-58450-2
- Peter Gay: Die Moderne: eine Geschichte des Aufbruchs. Übersetzung Michael Bischoff. Frankfurt a. M.: S. Fischer, 2008 ISBN 978-3-10-025911-0
- Francis Haskell: Die Geschichte und ihre Bilder. Die Kunst und die Deutung der Vergangenheit. Übersetzung Michael Bischoff. Beck, München 1999, ISBN 3-406-39187-7
- John Higgs: Alles ist relativ und anything goes. Eine Reise durch das unglaublich seltsame und ziemlich wahnsinnige 20. Jahrhundert. Übersetzung Michael Bischoff. Berlin: Insel Verlag 2016
- Albert Hourani, Malise Ruthven: Die Geschichte der arabischen Völker. Übersetzung Manfred Ohl, Hans Sartorius, Michael Bischoff. Frankfurt am Main: S. Fischer 2014, ISBN 978-3-10-031836-7
- Georges Didi-Huberman: Das Nachleben der Bilder: Kunstgeschichte und Phantomzeit nach Aby Warburg. Übersetzung Michael Bischoff. Berlin: Suhrkamp 2010, ISBN 978-3-518-58553-5
- Ivan Krastev: Europadämmerung. Ein Essay. Übersetzung Michael Bischoff. Suhrkamp Berlin, Berlin 2017, ISBN 978-3-518-12712-4
- Jaron Lanier: Gadget. Warum die Zukunft uns noch braucht. Übersetzung Michael Bischoff. Suhrkamp, Berlin 2010, ISBN 978-3-518-42206-9
- Pankaj Mishra: Aus den Ruinen des Empires. Die Revolte gegen den Westen und der Wiederaufstieg Asiens. Übersetzung Michael Bischoff. BpB, Bonn 2014, ISBN 3-8389-0456-7
- Achille Mbembe: Kritik der schwarzen Vernunft. Übersetzung Michael Bischoff. Berlin: Suhrkamp 2014
- Achille Mbembe: Politik der Feindschaft. Übersetzung Michael Bischoff. Berlin: Suhrkamp 2017
- W. J. T. Mitchell: Das Klonen und der Terror. Der Krieg der Bilder seit 9/11. Übersetzung Michael Bischoff. Suhrkamp, Berlin 2011, ISBN 978-3-518-58569-6
- Susan Neiman: Warum erwachsen werden? Eine philosophische Ermutigung. Übersetzung Michael Bischoff. München: Hanser Berlin, 2015 ISBN 978-3-446-24776-5
- Michael Iver Peterson: Eine Zeit zum Töten. Roman. Piper 1991, ISBN 978-3-492-03377-0
- Richard Sennett: Zusammenarbeit. Übersetzung Michael Bischoff. 2012
- Richard Sennett: Die offene Stadt. Eine Ethik des Bauens und Bewohnens. Übersetzung Michael Bischoff. Hanser Berlin, München 2018, ISBN 978-3-446-25859-4.
- Michel Serres: Die Legende der Engel. Übersetzung Michael Bischoff. Insel-Verlag, Frankfurt am Main 1995, ISBN 3-458-16744-7.
- Ronald K. Siegel: Der Schatten in meinem Kopf: Geschichten aus der Welt des Wahnsinns. Übersetzung Michael Bischoff. Frankfurt am Main: Eichborn 1996, ISBN 978-3-8218-1402-5